# Горюшки (Судиславский район)
Горюшки — деревня в Судиславском сельском поселении Судиславского района Костромской области России. 

## География
Деревня расположена у автодороги Кострома — Верхнеспасское.

## История
Согласно Спискам населенных мест Российской империи в 1872 году деревня относилась к 1 стану Костромского уезда Костромской губернии. В ней числилось 7 дворов, проживало 25 мужчин и 30 женщин.
Согласно переписи населения 1897 года в деревне проживало 57 человек (25 мужчин и 32 женщины).
Согласно Списку населенных мест Костромской губернии в 1907 году деревня относилась к Богословской волости Костромского уезда Костромской губернии. По сведениям волостного правления за 1907 год в ней числилось 12 крестьянских дворов и 64 жителя. Основным занятием жителей была работа малярами, извоз..

## Население
| 2008 | 2010 | 2014 |
| ---- | ---- | ---- |
| 7    | ↘0   | →0   |